# Benedetta Cambiagio Frassinello
Benedetta Cambiagio Frassinello (o según su nombre castellanizado como Benedicta o Benita) (Campomorone, 2 de octubre de 1791 - Ronco Scrivia, 21 de marzo de 1858) fue una religiosa católica italiana, fundadora de la Congregación de Hermanas Benedictinas de la Providencia, venerada como santa en la Iglesia católica. Cuya fiesta celebra el 21 de marzo.

## Biografía
Benedetta Cambiagio nació el 2 de octubre de 1791 en Campomorone, provincia de Génova (Italia), en el seno de una familia de campesinos. Fue la última de siete hermanos y su padres fueron Giuseppe Cambiagio y Francesca Ghiglione. Siendo aún pequeña, la familia se trasladó a la ciudad de Pavía, donde, ya de mayor (25 años), se casó con Giovan Battista Frassinello, de cuya unión no nacieron hijos. En 1825, los esposos decidieron consagrar sus vidas en una orden religiosa, de ese modo, Benedicta ingresó a las capuchinas de Génova, mientras que Giovanni lo hizo en los padres somascos, como hermano laico. Poco después, Benedicta salió de las capuchinas e ingresó a las ursulinas de Capriolo, de las que también tuvo que retirarse por causa de enfermedad.
Benedicta se dio a la vida mendicante, viviendo de limosna y asistiendo a las jóvenes pobres y abandonadas. Sus biógrafos narran que tuvo experiencias místicas, entre las cuales se cuentan algunas visiones. Entre estas, la más destacada fue la san Jerónimo Emiliani, quien se supone la sanó de su enfermedad. En 1827, la religiosa fundó la primera escuela popular en Pavía, de cuyas alumnas y colaboradoras surgió la primera comunidad de la Congregación de Hermanas Benedictinas de la Providencia. A causa de las leyes anticlericales, la fundadora tuvo que marchar con sus religiosas a Ronco Scrivia, donde fundó la primera casa de la Providencia. Luego de su entrega a la obra de la formación y estructuración de su congregación religiosa, Benedicta murió el 21 de marzo de 1858.

## Culto
El proceso de beatificación y canonización de Benedicta Cambiagio fue introducido por la arquidiócesis de Génova en 1927 y clausurado en 1932. Pasó luego a la Congregación para las Causas de los Santos y aprobados los procedimientos fue declarada venerable por el papa Juan Pablo II el 6 de julio de 1985.
Benedicta fue beatificada por el papa Juan Pablo II el 10 de mayo de 1987 y canonizada por el mismo pontífice el 19 de mayo de 2002. El Martirologio romano la recuerda el 21 de marzo, día en el que la Iglesia católica celebra su memoria. Particularmente es conmemorada por las hermanas benedictinas y por la arquidiócesis de Génova.